# Ilja Bałabin
Ilja Wasiljewicz Bałabin, ros. Илья Васильевич Балабин (ur. ?, zm. po 1945 w ZSRR) – rosyjski wojskowy (pułkownik), dowódca 1 pułku piechoty Kozaków dońskich w składzie Kozackiego Stanu pod koniec II wojny światowej.
Ukończył korpus kadetów w Pskowie, a następnie nikołajewską szkołę kawaleryjską. Od 1911 r. służył w 2 pułku kawalerii Kozaków dońskich. Brał udział w I wojnie światowej. W 1917 r. awansował do stopnia esauła. W 1918 r. przystąpił do kozackich oddziałów wojskowych białych. Służył w 5 pułku kawalerii Kozaków dońskich. W 1919 r. awansował na pułkownika. W kwietniu 1920 r. przeszedł do rezerwy oficerskiej Kozaków dońskim, po czym w maju tego roku powrócił do 5 pułku kawalerii Kozaków dońskich. Po ewakuacji wojsk białych z Krymu do Gallipoli w listopadzie 1920 r., zamieszkał na Bałkanach, a następnie we Francji. W okresie II wojny światowej podjął współpracę z Niemcami. W 1943 r. wstąpił do Kozackiego Stanu. Od października tego roku pełnił funkcję komendanta kozackiego punktu zborno-przesyłowego w Tarnopolu. W 1944 r. został dowódcą 1 pułku piechoty Kozaków dońskich w 1 dywizji piechoty. Na początku 1945 r. dostał stopień generała majora. Wraz z Kozackim Stanem poddał się Anglikom i został osadzony w obozie w Lienz w Austrii. 29 maja tego roku został przekazany Sowietom, którzy wywieźli go do ZSRR. Po procesie został skazany na karę 10 lat robót w łagrze, gdzie zmarł w niewiadomym roku.